# ОТ-27/ХТ-27
ОТ-27 (ХТ-27) — первая советская химическая огнемётная танкетка (иногда, в особенности в компьютерных играх и популярной литературе — «огнемётный танк») на базе Т-27, состоявшая на вооружении СССР в межвоенный период. Вместо пулемёта устанавливался брандспойт огнемёта КС. Резервуар с огнесмесью монтировался на прицепе. Выстрел производился с помощью сжатого воздуха. Однако дальность стрельбы была всего 25 м. С этой дистанции 10-мм броня танкетки пробивалась обычной винтовочной пулей. Выпуск составил 187 единиц, к началу Великой Отечественной войны в строю осталось 32 единицы. На настоящий момент не сохранилось ни одного экземпляра.

## История
Один из первых в СССР серийных представителей бронетехники, оборудованные огнемётом. Создан для замены ОТ-18. В 1931 году на заводе «Большевик» сконструировали установку огнемёта в рубке Т-27. Из-за тесноты от пулемёта отказались. В 1932 году завод «Компрессор» изготовил 195 огнемётов для установки в танкетку. Из них 189 установили в танкетки.

## Модификация
- ОТ-27-1 — прототип . Выпущено 4 танкетки.
- ОТ-27 обр. 1932 г. — первый вариант серийной огнемётной танкетки. Выпущено 12 машин.
- ОТ-27 обр. 1933 г. — крупносерийный вариант. Выпущено 177 машин.
- ОТ-27М — модернизированный вариант. Выпущена 1 машина.

## Боевое применение
На 22.06.41 в войсках ещё оставалось 33 танкетки. Все они были в 8-м мехкорпусе. Перед маршем осталось лишь 13 танкеток. Вот рассказ об их действий: 
«Все танкетки назначили на поддержку пехоты. Они атаковали немцев но вскоре в бою оставалось лишь 4 танкетки. После боя нашли лишь одну нормальную танкетку. К 07.07.41 танкетки больше не числились в составе 8-МК».
Также по некоторым данным четыре танкетки использовались в ВДВ до 1939 года.